# Чаропка Станіслав Олександрович
Станісла́в Олекса́ндрович Чаропка (11 січня 1977, с. Новозаслоново, Лепельський район, Вітебська область)  — білоруський історик. Кандидат історичних наук (2009), доцент (2011).

## Біографія
1999 року закінчив історичний факультет Гомельського державного університету імені Франциска Скорини, 2005 — аспірантуру Білоруського державного університету. 2009 року захистив кандидатську дисертацію на тему «Козацько-селянська війна в Білорусі 1648—1651 рр.» (наукові керівники — кандидати історичних наук і доценти В. П. Ємельянчик і В. А. Сосна). У 1997—2001 рр. працював учителем історії в Пакалюбицькій середній школі, з 2001 року працює на історичному факультеті Гомельського державного університету. У 2012-2019 рр. завідувач кафедрою загальної історії. Автор понад 90 наукових і методичних статей, які присвячені вивченню соціальної боротьби в Білорусі в середині XVII століття.
З 2019 декан історичного факультету ГДУ імені Франциска Скорини.

## Публікації
- Чаропка, С. А. Вывучэнне Казацка-сялянскай вайны 1648—1651 гадоў на Беларусі // Гісторыя: праблемы выкладання. — 2005. — № 1. — С. 32—35.
- Чаропка, С. А. Казацка-сялянская вайна на Палессі ўлетку 1648 года // Извест. Гом. гос. ун-та им. Ф. Скорины. — 2005. — № 2 (29). — С. 138—141.
- Чаропка, С. А. Гістарыяграфія Казацка-сялянскай вайны 1648—1651 гг. на Беларусі // Извест. Гом. гос. ун-та им. Ф. Скорины. — 2006. — № 2 (35). — С. 37—44.
- Чаропка, С. А. Наступствы Казацка-сялянскай вайны 1648—1651 гг. для Беларусі (дэмаграфічны і гаспадарчы аспекты) // Изв. Гом. гос. ун-та им. Ф. Скорины. — 2008. — № 4(49). — С. 17—25.
- Чаропка. С. А. Спробы афармлення казацкіх палкоў на Беларусі ў сярэдзіне XVII ст. // Изв. Гом. гос. ун-та им. Ф. Скорины. — 2008. — № 4(49). — С. 59—63.
- Чаропка, С. Палескі паход Януша Радзівіла 1649 г. [Архівовано 23 лютого 2019 у Wayback Machine.] // Бел. гіст. часопіс. — 2011. — № 1. — С. 15-22.
- Чаропка, С. Палесьсе ў полымі войнаў сярэдзіны XVII ст. // ARCHE. — 2011. — № 3 (102). — С. 235—269.
- Чаропка, С. Пінскае паўстанне 1648 г.// Извест. Гом. гос. ун-та им. Ф. Скорины. — 2011. — № 5 (68). — С. 145—149.
- Чаропка, С. А. Спробы рэанімацыі казацка-сялянскай вайны ў Беларусі вясной — летам 1651 г. // Науч. труды Респ. инст-та высш. школы: Историч. и психолого-педагогич. науки. Сб. науч. статей. Вып. 11. В 2 ч. Ч.1.- Минск: РИВШ, 2011. — С. 293—298.
- Чаропка, С. А. Ваенная рэформа 1775 г. у арміі Вялікага княства Літоўскага // Гістарычна-археалагічны зборнік. — 2014. — Вып. 29. — С. 146—151.